# Avenir d'enfants
Avenir d’enfants était un organisme à but non lucratif québécois, issu d'un partenariat entre le gouvernement du Québec et la Fondation Lucie et André Chagnon, qui fut créé en 2009 pour une durée de 10 ans. Ses activités ont cessé et l'organisme n'existe plus.
Comme cette page ne peut être supprimée en raison des conditions imposées par l'application encyclopédique, son contenu doit être conjugué au passé.
À travers son projet collectif, Avenir d’enfants accompagne et soutient des milliers de partenaires en petite enfance à l’échelle locale, régionale et nationale.
Depuis 2009, Avenir d’enfants travaille à soutenir et renforcer la collaboration entre les réseaux intersectoriels à tous les paliers, local, régional et national, pour mettre en place des stratégies concertées favorisant le développement du plein potentiel des enfants de 0 à 5 ans, afin que chacun d’eux soit prêt à entreprendre avec succès son cheminement scolaire, en accordant une attention particulière aux familles défavorisées.
Plus de 3000 partenaires, partout au Québec, contribuent à ce vaste projet collectif, réunis au sein de 139 communautés locales. Ils planifient, réalisent et évaluent des plans d’action visant le développement global des tout-petits et le bien-être des familles de leur territoire. Avenir d’enfants met aussi en œuvre des projets innovants avec des partenaires régionaux et nationaux. Enfin, Avenir d’enfants veille à partager les résultats de tous ces apprentissages.

## Mission
Contribuer, par le soutien à la mobilisation des communautés locales, au développement global des enfants âgés de 5 ans et moins vivant en situation de pauvreté afin que chacun d'eux ait toutes les chances d'avoir un bon départ dans la vie.

## Vision et valeurs
Dans l’esprit de l’adage : « Il faut tout un village pour faire grandir un enfant », il est clair pour Avenir d'enfants que chaque enfant a droit de se développer sereinement et, qu’à cet effet, tout le monde doit conjuguer ses efforts et s'engager à mettre toutes les chances du côté des enfants et de leurs familles, car ils représentent un enjeu fondamental pour l’avenir de la société québécoise.
Cette idée qu'il faut, plus que jamais, veiller aux enfants pour faire grandir le Québec, s’appuie notamment sur les travaux de Margaret Norrie McCain, Fraser Mustard et Stuart Shanker, pour qui : « La façon dont les sociétés comprennent et utilisent leurs connaissances du développement de l’être humain déterminera le type de cultures, de sociétés et de civilisations qui sera créé. » Pour eux comme pour Avenir d'enfants, c’est l’enfant qui fait grandir le village et toute la communauté qui s’y rattache.
L’action et le fonctionnement d’Avenir d’enfants reposent sur les valeurs suivantes :
- le respect de nos partenaires et du rythme des communautés;
- la créativité et le dynamisme dans une approche proactive;
- la collaboration;
- l’efficacité et la rigueur;
- la souplesse et l’adaptation;
- le partage des savoirs et des expériences, en dehors de tout rapport de pouvoir.

## Objectifs et modèle de changement

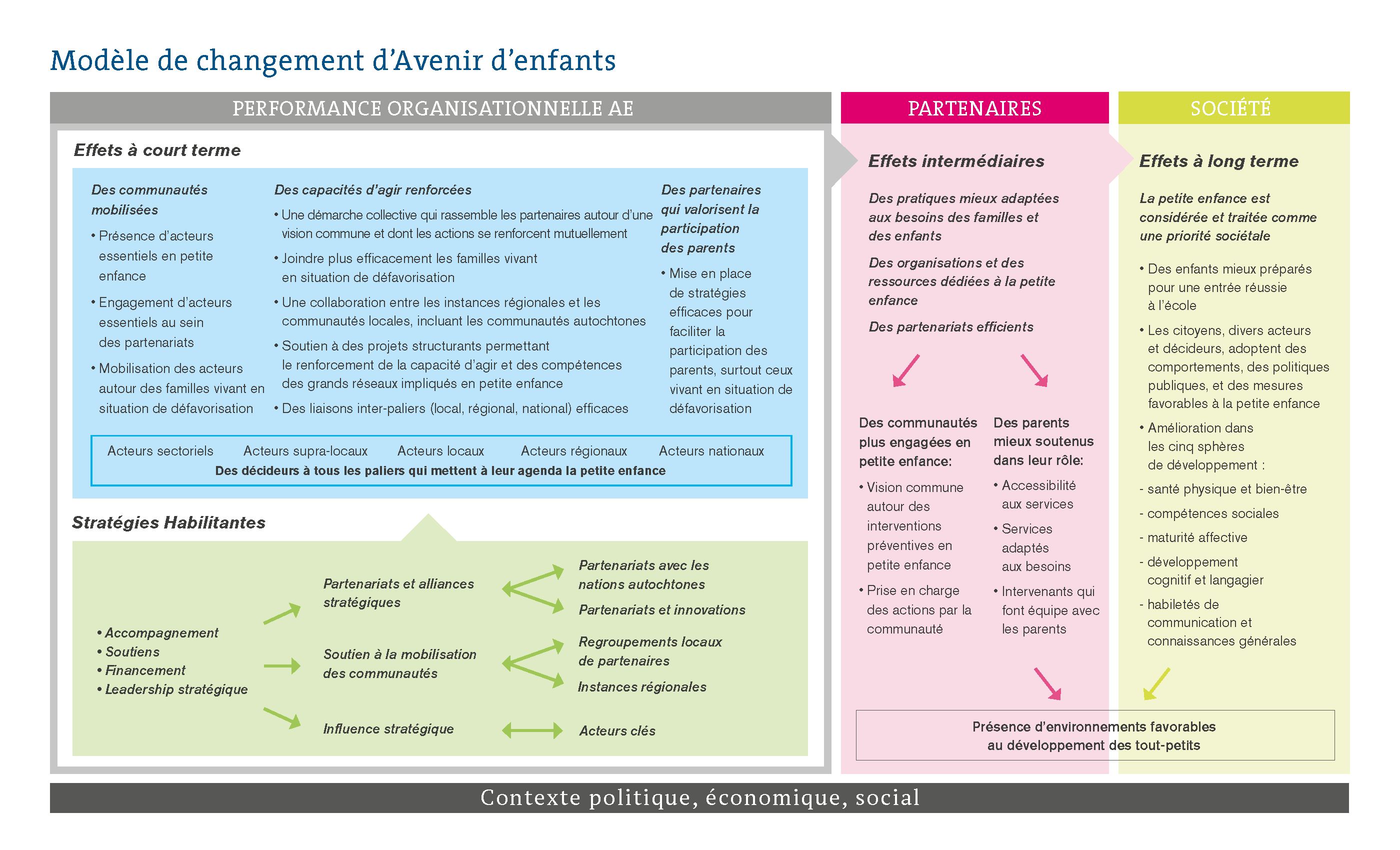
Modèle de changement d'Avenir d'enfants

Avenir d’enfants soutient et finance des activités, des projets et des initiatives qui visent à :
- Positionner stratégiquement la petite enfance afin d’en faire une priorité sociétale
- Soutenir la mobilisation intersectorielle des communautés dans une perspective durable
- Joindre les familles en situation de défavorisation et créer un lien de confiance avec celles-ci
- Partager et réinvestir les réalisations, résultats et apprentissages du projet collectif

Le modèle de changement adopté par Avenir d'enfants décrit la manière dont les stratégies déployées contribuent à une chaîne de résultats qui auront des effets à court, moyen et long terme, en tenant compte du rôle joué par d’autres acteurs, partenaires et autres interventions.de quelles façons Avenir d'enfant souhaite agir pour favoriser le développement des jeunes enfants.

## Organisation
Avenir d’enfants est administré par un conseil d’administration constitué à parts égales de femmes et d’hommes, et composé de 10 membres répartis comme suit :
- 4 membres sont proposés par le ministre de la Famille;
- 4 membres sont proposés par la Fondation Lucie et André Chagnon;
- 2 membres sont proposés conjointement par le ministre de la Famille et la Fondation Lucie et André Chagnon.

Relevant du conseil d'administration, la direction générale d'Avenir d'enfants est entourée d'une équipe de spécialistes passionnés qui proviennent de milieux diversifiés. Leurs connaissances et leur savoir-faire permettent à Avenir d'enfants de remplir sa mission.

## Avenir d'enfants en chiffres
- 139 regroupements locaux de partenaires et 16 instances régionales dans 16 régions du Québec qui déploient des projets visant le développement global des enfants, dès la grossesse et tout au long de la petite enfance.
- Près 400 000 enfants concernés.
- 25 communautés des Premières Nations visées par un partenariat avec la Commission de la santé et des services sociaux des Premières Nations du Québec et du Labrador (CSSSPNQL).
- 35 projets menés en partenariats et innovation.
- 2 projets avec les centres d’amitié autochtones; 8 nations cries et 1 partenariat avec la nation inuite.
- Près de 3000 organisations partenaires.

## Historique
Avenir d’enfants est le fruit d’un partenariat d’une durée de 10 ans conclu entre le Gouvernement du Québec et de la Fondation Lucie et André Chagnon en 2009. Ce partenariat prend le relais des activités de l’organisme Québec Enfants, créé en 2004 par la Fondation Lucie et André Chagnon, dont la mission initiale consistait à « soutenir des projets de communautés locales visant le développement global de l’enfant, de la conception à 5 ans, afin de favoriser une entrée scolaire réussie ».
En mars 2009, Québec Enfants et le Centre 1, 2, 3 GO! décidaient de mettre en commun leurs forces et leurs expériences dans une nouvelle approche d’accompagnement, jetant ainsi les bases d’une organisation dont les activités se poursuivraient sous la bannière Avenir d’enfants.
Depuis, le soutien et l’accompagnement se sont déployés dans l’ensemble des régions du Québec, pour atteindre 139 communautés locales et 16 instances régionales en 2016.
Deux forums nationaux réunissant les partenaires d’Avenir d’enfants ont eu lieu sous la bannière Tous pour eux en février 2011 et novembre 2015.
En novembre 2016, Avenir d’enfants faisait partie des initiateurs de la Grande semaine des tout-petits, un événement rassembleur pour mettre à l’avant-scène l’importance d’agir tôt pour le développement des enfants. La seconde édition de cette semaine thématique s’est déroulée du 19 au 25 novembre 2017.
Un troisième forum national aura lieu à l’occasion de la 3e édition de la Grande semaine des tout-petits, en novembre 2018.
Les activités d’Avenir d’enfants se concluront en 2020 à l’échéance du partenariat entre le gouvernement du Québec et la Fondation Lucie et André Chagnon.

## Projets soutenus
En concertation avec les parents, les personnes-ressources, les organismes et les regroupements existants, et en phase avec les centaines d’actions, de programmes et de projets en cours depuis de nombreuses années au Québec, Avenir d’enfants entend contribuer à ce que chaque enfant arrive à l’école, prêt à entreprendre avec succès son cheminement scolaire.
À cet effet, l'organisme accompagne et accorde son soutien financier à la mise en place de deux grands types de projets :
- des activités et des initiatives portées par la communauté en faveur du développement et du bien-être des enfants;
- des projets d’acquisition et de transfert de connaissances permettant d’enrichir les savoirs et les savoir-faire en matière de développement des jeunes enfants.

### La mobilisation des communautés locales
Pour Avenir d’enfants, la mobilisation des communautés s’appuie avant tout sur un regroupement local de partenaires qui s’engagent en faveur du développement et du bien-être des enfants âgés de cinq ans et moins.
Reconnus dans leur milieu pour leurs actions à l’égard des jeunes enfants et de leurs parents, ces partenaires peuvent élaborer divers types de projets visant la petite enfance et la préparation à une entrée scolaire réussie.
Avenir d’enfants mise au premier chef sur l’engagement des parents, estimant que leur rôle est prépondérant et leur contribution essentielle à la mobilisation de toute la communauté autour du développement et du bien-être des enfants.

### L’acquisition et le transfert de connaissances
Pour renforcer la stratégie de mobilisation des communautés, Avenir d’enfants soutient la production, la diffusion et l’intégration dans les milieux de pratique de projets novateurs en matière de connaissances qui permettront d’enrichir les savoirs et les savoir-faire liés au développement des jeunes enfants. Dans le cadre de cette stratégie de gestion et partage des savoirs, l'organisme a développé la plateforme web agirtot.org, où sont regroupés des thématiques portant sur le développement des jeunes enfants, le soutien aux familles et de l'information à propos des actions des communautés soutenues par Avenir d'enfants.

## Enquête québécoise sur le développement des enfants à la maternelle et Initiative Perspectives parents
Au cours de son mandat, Avenir d'enfants a soutenu 2 grandes enquêtes nationales.
La première, l'Enquête québécoise sur le développement des enfants à la maternelle a été menée en partenariat avec l'Institut de la statistique du Québec, le ministère de la Santé et des Services sociaux, le ministère de l'Éducation, du Loisir et du Sport, de même que le ministère de la Famille. Les données de cette enquête étaient récoltées auprès des enseignants de maternelle dans l'ensemble du Québec afin de déterminer l'état de développement des enfants faisant leur entrée à la maternelle. Les résultats de cette première édition ont été publiés en 2012. Une seconde édition de l'EQDEM verra ses résultats publiés en 2018.
L'Initiative Perspectives parents a pour sa part été menée en 2015 en partenariat avec l'Institut de la statistique du Québec et l'Université du Québec à Trois-Rivières. Dans le cadre de ce projet, 15 000 parents québécois ayant des enfants entre 0 et 5 ans ont été interrogés pour faire un portrait de l'expérience québécoise de la parentalité. Les premiers résultats de cette initiative ont été publiés en mai 2016.